# Vitalij Kosovs'kyj
Vitalij Vladyslavovyč Kosovs'kyj (in ucraino Віталій Владиславович Косовський?; Ostroh, 11 agosto 1973) è un allenatore di calcio ed ex calciatore ucraino, di ruolo centrocampista, tecnico del Vorskla under-21.

## Palmarès

### Giocatore

#### Competizioni nazionali
- Campionato ucraino: 8

Dinamo Kiev: 1994-1995, 1995-1996, 1996-1997, 1997-1998, 1998-1999, 1999-2000, 2000-2001, 2002-2003
- Coppa d'Ucraina: 5

Dinamo Kiev: 1995-1996, 1997-1998, 1998-1999, 1999-2000, 2002-2003
- Perša Liha: 1

Nyva Vinnycja: 1992-1993

#### Competizioni internazionali
- Coppa dei Campioni della CSI: 1

Dinamo Kiev: 2002